# Caecidotea holsingeri
Caecidotea holsingeri is een pissebed uit de familie Asellidae. De wetenschappelijke naam van de soort is voor het eerst geldig gepubliceerd in 1963 door Steeves.